# Charles Krauthammer
Charles Krauthammer (ur. 13 marca 1950 w Nowym Jorku, zm. 21 czerwca 2018 w Atlancie) – amerykański publicysta konserwatywny.
Publikował w dzienniku „The Washington Post”, w „The Weekly Standard” oraz „The New Republic”; członek redakcji The National Interest. Publikował także w tygodniku „Time”. Współpracował z telewizją Fox News (weekendowy panelista w programie Inside Washington) i PBS (nocny panelista programu Special Report with Bret Baier). 
W 1987 otrzymał Nagrodę Pulitzera.